# Adonisea volupia
Adonisea volupia là một loài bướm đêm trong họ Noctuidae.